# Hymne national du Liban
L'hymne national du Liban (arabe : النشيد الوطني اللبناني, an-Našīd al-Waṭanī al-Lubnānī), connu officiellement par ses premiers mots "Koullouna lilouaṭaan lil oula lil alam" (en français : Tous pour le pays, la grandeur et le drapeau) a été écrit par Rachid Nakhlé en 1925 et composé par Wadia Sabra en 1926.
Il a été adopté le 12 juillet 1927, sept ans après la proclamation de l'État du Grand Liban pendant le mandat français.

## Histoire

### Origines
Au début du XXe siècle, des poètes ont composé des hymnes chantant les gloires du Liban, sa nature et ses cèdres. Ils ont été chantés par la fanfare du Moutasarrifat du Mont-Liban sur la place du Sérail de Baabda, de Manshieh, de Deir el Qamar et du jardin de Rustom Pacha à Beyrouth.
Ces hymnes avaient pour but de développer la fibre nationale dans un pays asphyxié par 400 années d’occupation. Ils étaient destinés aux troupes armées, écoliers, gendarmes, scouts ;  ils parlaient de cèdre, de patrie et de Phénicie.
L'historien Joseph Nemaa mentionne, dans le troisième volume de son livre Pages du Liban, qu'il a entendu des volontaires, libanais et syriens dans les armées alliées entrées au Mont-Liban, entonner un hymne de ralliement.

#### Le premier hymne national
Lors de la proclamation par le général Gouraud de l'État du Grand Liban en septembre 1920, le père Maroun Ghosn a présenté un hymne. Il a été interprété au début et à la fin de la célébration de la proclamation. L'hymne a été mis en musique par Bechara Ferzan, puis Paul Ashqar lui a donné une autre mélodie. Il est intitulé « Liban, ne craint pas l'adversité » (en arabe: لبنان لا تخشَ العدا). Il est entré dans le répertoire musical de l'armée libanaise sous l'intitulé: « Hymne du salut aux cèdres ».
L'hymne original avait trois couplets: le second fut enlevé quand l'hymne fut adopté par l'Armée libanaise puisqu'il contenait une phrase honorant la France.
| Premier couplet | |
| لبنانُ لا تخشَ العِدا كلُّنا تقلّدا ليومِ الوغى المهنَّدا إخوانُنا ماتوا فِدا كي تَنالَ السؤدُدَا فعِشْ للمدَى مُؤيَّدا يا أرزةً على البُنودِ أشرقَتْ فَحقَّقَت مُنى الجُدودْ ،أبطالُنا بِحَسْرَةٍ قد قَضَوا وَهُم على رَجا الوعودْ                  | Liban, ne crains pas l'adversité, Nous sommes tous prêts pour l'heure de la lutte. Nos frères sont tombés fidèles, pour que tu puisses atteindre la gloire, Vis à jamais glorifié. Ô Cèdre sur les cimes, Qui a brillé et réalisé les rêves des ancêtres, Nos héros, pleins d'aigreur, Sont partis, pleins d'espoirs pour les promesses.                   |
| Refrain : | |
| ألا فارفعوا للعلى ،رايةً لاحَ فيها أرزُنا فيا ما حلا، ما حلا أرزُنا رمزُنا وعزُّنا | Allez, levez haut, vers la gloire, La bannière où flotte notre Cèdre. Ah, qu’il est beau, qu’il est beau, Notre Cèdre, notre symbole et notre honneur. |
| Couplet 2 * | |
| بشراك يا لبناننا فزت فزت بالمنى فلله نرفع الثنى فرنسا لا ننسى لها نبلها وفضلها أجل حبها بقلبنا يا للدما وقد جرى سبلها مدفقا على الثرى لبناننا جباله تفطرت تصدعت تحسرا                                   | Soit béni, oh Liban, Tu as eu tes souhaits, nous en remercions Dieu. France, nous n’oublierons jamais sa noblesse et sa vertu ; Oui, nous l'aimons de notre coeur. Oh le sang, et qui coule sur notre terre, Notre Liban, ses monts, se sont fissurés en regret.                                                                                           |
| Refrain | |
| Couplet 3 | |
| لبنانُ إنَّا في السلامْ نُكرِمُ الضيفَ الهُمامْ، وَنرعَى حقوقَ الأنامْ وإنْ دَجا ليلُ الخِصامْ نوردُ الخَصمَ الحِمامْ، بماضي غِرازِ الحُسامْ ،قلبُنا قُـدَّ مِنْ صُخورْ، بَطشُنا يُرعِبُ الليثَ الهَصورْ إِنْ طغى الضِدُّ أو بَغى صارَ مَطعَمَ الوُحوشِ والنُسورْ | Liban, dans la paix, Nous honorons l'hôte noble et protégeons les droits de l’homme, Et quand vient la nuit du conflit, Nous repoussons nos ennemis, avec le passé de nos lames affûtées. Nos cœurs sont forgés dans la pierre, Et notre force effraie le lion féroce. Si l’adversaire opprime ou attaque, Il devient la proie des fauves et des vautours. |
| Refrain | |

Parmi les hymnes de cette période, il y a également celui composé par Chebli Bey Mallat, ou Youssef al-Sawda. Le député Cheikh Ibrahim al-Moundhir, voulant exhorter le Parlement à élaborer un hymne national officiel, à l'instar des pays indépendants, écrit au Parlement en 1924 :

« Il n'est pas caché l'influence des chansons nationales sur les âmes. Il n'y a pas dans le monde une nation avancée, ou une nation qui aspire à l'être, qui n'ait pas un hymne national, que ses enfants, grands et petits, connaissent par cœur, et qu'ils chantent lors de manifestations nationales et dans tout club littéraire. »

### L'hymne national moderne
Une tentative fut entreprise en 1925. Le gouverneur français du Grand Liban de l’époque, Léon Cayla, lance un concours. Il est sous la supervision d’un jury, composé, entre autres, de Georges Corm, Henri Pharaon, Wadih Sabra et Ahmad Fleifel. Aucune oeuvre ne réussit à convaincre les jurés.
L’année suivante, en mai 1926, fut proclamé la République libanaise et Charles Debbas fut élu comme président. Le premier gouvernement pense à créer un hymne national libanais et forme un comité d’arbitrage entre les poètes en compétition au Liban et dans les pays de la diaspora pour choisir l’hymne.
Le 19 juillet 1926, un décret intitulé « Concours pour le choix de l’hymne national libanais » a été publié dans le journal officiel.
Ce décret stipule dans son premier article que le concours est divisé en deux sections : « Un concours pour choisir un poème arabe dont les paroles conviennent à l’hymne libanais » et un concours entre les compositeurs pour sélectionner la mélodie qui sera utilisée pour le poème choisi.
L’article 2 stipule qu'un comité d’arbitrage reçoit la tâche de sélectionner un hymne national pour la nouvelle République. Il est présidé par le linguiste cheikh Abdallah Boustany et le ministre de l’Éducation publique et des Beaux-Arts, Najib Amouni et composé d'Ibrahim el Mounzer, Jamil Bey al-Azm, Abdel-Rahim Kleilat,, Wadih Akl, Ibrahim al-Moundhir, Chebli Bey Malat, Andel Basset Fathallah et Élias Fayad.
À la fin d’octobre 1926, le résultat du concours est annoncé ;  l’hymne gagnant est l’hymne du poète Rachid Nakhle. Inspiré par le désir de servir au mieux son pays et de faire taire ceux qui pensent qu’il est impossible d’unir toutes les tendances libanaises autour d’un refrain, c’est dans son Barouk natal qu’il compose, d’une traite, un poème pour son Liban. Pour ne pas user de sa renommée, il signera ce texte d’un pseudonyme, Maabad.
La légende veut que Béchara el-Khoury, alors ministre de l’Intérieur, lui aurait demandé de retirer une strophe parlant de l’unité de la croix et du croissant, et que les 1.000 livres remportées ont été versées aux œuvres caritatives. Après le choix des paroles de l'hymne national, celui-ci a été publié dans sa version finale par les journaux libanais, afin que les compositeurs puissent rivaliser pour le mettre en musique.
Le 12 juillet 1927, le décret 1855 a été publié : il stipulait dans son premier article que « la mélodie composée par le professeur Wadia Sabra, directeur du Conservatoire libanais national supérieur de musique, est considérée comme la mélodie officielle de l'hymne national libanais ».
L'hymne est adopté par décret le 12 juillet 1927. L'hymne est conservé lors de l'indépendance en 1943.
Parmi les textes non retenus par le jury, figuraient celui de Abdel-Halim Hajjar - remarqué par le jury mais qui avait retiré son poème -, et celui de Chebli Bey Mallat, qui comportait une touche féministe puisqu’il commençait par ces vers : « Filles des Cèdres/Chantez-nous/Les symboles de nos cèdres hautains... » et qui a été rajoutée récemment dans le chant de Carole Sakr:  « Le Liban, terre des femmes et des hommes »,,.
L'hymne a été joué le 30 mai 1927, pour la première fois, au club de l'école de la Sagesse maronite, lors de la représentation d'une pièce sur scène, en présence du président de la République et de quelques députés, ministres et notables.
En 2018, à l'occasion du 91ème anniversaire de l'hymne libanais, il fut proposé de désigner un jour férié pour l'hymne national libanais.

### Polémique sur l'hymne du Rif
Rasha Al Karam d'Al Jadeed TV publia un mini-documentaire en 2011, affirmant que l’air et les paroles de l’hymne du Liban étaient en réalité un plagiat de l’hymne du Rif, écrit par Abdelkrim el-Khattabi et composée par le compositeur libanais Mohammed Fleifel en 1924. Il avait été adopté comme hymne officiel un ans avant l'apparition de l'hymne national libanais,.
Malgré les efforts de l'artiste Ghassan Rahbani (Il disait avoir révélé le plagiat pour souligner la gravité de la situation), et ses appels à changer d'hymne, l'affaire ne s'est pas transformée en scandale public.
Al Jadeed raconte ceci : dans l'hiver 1924, les presses arabes étaient échauffées par les victoires arabes contre les armées espagnol et française ; Ibrahim Touqan, Abdel-Rahim Kleilat et Mohammed Fleifel  se sont réunis dans le café du Carillon (aujourd'hui café du théâtre Farouk). Ibrahim eut l'idée de créer un hymne à la gloire de cette révolte et de la libération des peuples arabes. La chanson fut composée par Fleifel.
Mais Fleifel ne reconnait aucune coopération avec Touqan avant 1936.
Selon l'historien libanais Charles Hayek, la république du Rif n'a jamais eu d'hymne. La confusion est, selon lui, due à un documentaire marocain apparu en 1959, et qui utilise la mélodie de l'hymne libanais.
Les seules preuves du plagiat présentées sont un extrait d'un documentaire sur le politicien marocain Mahdi Ben Barka : la mélodie de l'hymne national libanais était jouée sur des images du roi Mohammed V, mais avec des paroles différentes. , et le livre Deux poètes contemporains d'Omar Farroukh[pas clair] qui conclut que Mohammed Fleifel a vendu la mélodie de l'hymne du héros du Rif à Wadia Sabra.
Mais « l'Hymne du Rif », composé par les frères Fleifel, présente une mélodie différente de celle de l'hymne national, composé par Sabra.
Selon la professeur Joumana Mrad, l'hymne du Rif est devenu à l'époque très populaire. Cela le rendrait difficile à voler, à plagier, ou à vendre ; l'affirmation selon laquelle la mélodie du Rif a été vendue est une fausse accusation.
Une interview de l'arrangeur musical Nemer Habib par le journal Kadimokom, et grâce à ses recherches sur ce sujet, révèle qu'au lancement du concours pour l'hymne par le gouvernement libanais, le comité de sélection a demandé aux frères Fleifel de choisir le mètre poétique approprié. Ils ont choisi le mètre de « L'Héros du Rif ». Leur but était que les poètes composent le poème de l'hymne national libanais dans sa forme et son mètre poétique.

### Composition
La musique de l'hymne national est influencée par l'exposition de Beyrouth à la culture occidentale à la fin du XIXe siècle. Elle a été composée par l'artiste formé en France Wadia Sabra en 1925.

## Les paroles
| Tous pour le pays, la grandeur et le drapeau.                                                                    | Tous pour le pays, la grandeur et le drapeau. | Tous pour le pays, la grandeur et le drapeau. | Tous pour le pays, la grandeur et le drapeau. |
| Texte original en arabe                                                                                          | Romanisation | Transcription API | Traduction française |
| --- | --- | --- | --- |
| Premier couplet                                                                                                  | | | |
| كلنـا للوطـن للعـلى للعـلم ملء عين الزّمن سـيفنا والقـلم سهلنا والجبـل منبت للرجـال قولنا والعمـل في سبيل الكمال  | Kullunā lil-waṭan, lil-ʻulā lil-ʻalam Mel’u ʻayn iz-zama, sayfunā wal-qalam Sahlunā wal-jabal, manbitun lil-rijāl Qawlunā wal-ʻamal fī sabīli al-kamāl | [kʊl.lʊ.næː lɪ‿l.wɑ.tˤɑn ǀ lɪ‿l.ʕʊ.læː lɪ‿l.ʕɑ.læm] [mɪl.ʔu ʕɑjn ɪz.zæ.mæn ǀ sæj.fu.næː wæ‿l.qɑ.læm] [sæh.lʊ.næː wæ‿l.ʒæ.bæl ǀ mæm.bi.tʊn lɪ‿r.ri.ʒæːl] [qɑw.lʊ.næː wæ‿l.ʕɑ.mæl fiː sæ.biː.lɪl kæ.mæːl] | Tous pour la patrie, pour la gloire et le drapeau. Par l'épée et la plume nous marquons les temps. Notre plaine et nos montagnes font des hommes vigoureux. À la perfection nous consacrons notre parole et notre travail. |
| Refrain : | | | |
| كلنا للوطن للعلى للعلم كلّنا للوطن                                                                                | Kullunā lil-waṭan, lil-ʻulā lil-ʻalam Kullunā lil-waṭan                                                                                                | kʊl.lʊ.næː lɪ‿l.wɑ.tˤɑn ǀ lɪ‿l.ʕʊ.læː lɪ‿l.ʕɑ.læm] [kʊl.lʊ.næː lɪ‿l.wɑ.tˤɑn]' | Tous pour la patrie, pour la gloire et le drapeau. Tous pour la patrie. |
| Couplet 2 | | | |
| شيخنـا والفتـى عنـد صـوت الوطن أسـد غـاب متى سـاورتنا الفــتن شــرقنـا قلبـه أبــداً لبـنان صانه ربه لمدى الأزمان | Shaykhunā wal-fatā, ʻinda ṣawti al-waṭan Usdu gābin matā, sāwaratnā al-fitan Sharqunā qalbuhu, abadan Lubnān Ṣānahu rabbuhu, li madā al-azmān          | [ʃæj.xu.næː wæ‿l.fæ.tæː ǀ ʕɪn.dæ sˤɑw.tɪ‿l.wɑ.tˤɑn] [ʔʊs.dʊ ɣæː.bɪm mæ.tæː ǀ sæː.wɑ.ræt.næː‿l.fi.tæn] [ʃɑr.qʊ.næː qɑl.bʊ.hu ǀ ʔæ.bæ.dæn lʊb.næːn] [sˤɑː.næ.hu rɑb.bʊ.hu ǀ li mæ.dæː‿l.ʔæz.mæːn]         | Nos vieux et nos jeunes attendent l'appel de la patrie. Le jour de la crise, ils sont comme les lions de la jungle. Le cœur de notre Orient demeure à jamais le Liban. Que Dieu le préserve jusqu'à la fin des temps.      |
| Refrain | | | |
| Couplet 3 | | | |
| بحـره بــرّه درّة الشرقين رِفـدُهّ بــرّهُ مالئ القطبين إسمـه عـزّه منذ كان الجدود مجــدُهُ أرزُهُ رمزُهُ للخلود               | Baḥruhu barruhu, durratu ash-sharqayn Rifduhu birruhu, māliu al-quṭbayn Ismuhu ʻizzuhu, mundhu kāna al-judūd Majduhu arzuhu, ramzuhu lil-khulūd        | [bɑħ.rʊ.hu bɑr.rʊ.hu ǀ dʊr.rɑ.tʊ‿ʃ.ʃɑr.qɑjn] [rɪf.dʊ.hu bɪr.rʊ.hu ǀ mæː.li.ʔʊ‿l.qʊtˤ.bɑjn] [ʔɪs.mʊ.hu ʕɪz.zʊ.hu ǀ mun.zu kæː.næ‿l.ʒʊ.duːd] [mæʒ.dʊ.hu ʔær.zʊ.hu ǀ ræm.zʊ.hu lɪ‿l.xʊ.luːd]               | Sa terre et sa mer sont les joyaux des deux orients. Ses bonnes actions envahissent les pôles. Son nom est sa gloire depuis le début des temps. Son cèdre est sa fierté, son symbole éternel.                              |
| Refrain | | | |

## Interprètes, adaptations, réutilisations

### Interprètes
L'hymne national Libanais a eu de nombreux interprètes :
- Un chœur mixte lors des VIème jeux de la francophonie organisés à Beyrouth (2009)[24] ;
- Le ténor Gaby Farah (2013)[25] ;
- Le groupe de rock Guns N' Roses (2013)[26] ;
- Le ténor Sarkis Barsemian (2018)[27] ;
- Carole Samaha (2018)[28] ;
- Paul Tyan pour le film La visite du président[29] de Cyril Aris (2018)[30] ;
- Tania Kassis et arrangé par Michel Fadel (2019)[31] ;
- La diva Veronica Antonelli (2019)[32] ;

L'hymne a aussi été utilisé par l'ONU lors de la célébration des 50 années de ses services au Liban et en coopération avec de nombreux artistes. Un clip a été produit pour les 70 ans de l'organisation.